# Sinismus
Ein Sinismus (auch: Sinoismus) ist ein aus dem Chinesischen stammendes Lehn- oder Fremdwort.

## Sinismen im Deutschen
Eine Auswertung von Standardwörterbüchern und etymologischen Wörterbüchern ergab, dass ohne Berücksichtigung von Eigennamen und Ableitungen über 100 Sinismen in der deutschen Standardsprache nachweisbar sind. Soweit Datierungen möglich sind, kann der Prozess der Übernahme chinesischer Wörter für die Zeit vom 16. Jahrhundert an verfolgt werden. Bei der Auswertung etymologischer Wörterbücher ergibt sich, dass „Dschunke“ im 16. Jahrhundert entlehnt wurde und daher nach derzeitigem Stand als ältester Sinismus im Deutschen angesehen werden kann. „Dschunke“ gelangte wohl über das Englische ins Deutsche; ins Englische kam es vermutlich über das Portugiesische. Im gleichen Jahrhundert erreichte „Bonze“ das Deutsche, das nach Kluge ein Japanismus ist, das aber nach Cannon (1988, S. 6) aus dem Chinesischen stammen soll.
Der Verlauf der Entlehnungen ins Deutsche sollte dem Piotrowski-Gesetz folgen; die Hypothese kann nicht getestet werden, da mit nur 12 datierbaren Entlehnungen zu wenig Beobachtungen zur Verfügung sehen.

## Sinismen im Englischen
Das Englische hat mit insgesamt 1191 Lexemen wesentlich mehr als das Deutsche aufgenommen. Lässt man Wortvarianten weg, bleiben immer noch 979 Sinismen im Englischen. Nach Garland ist „galingale“ (eine Pflanze, Wurzel) mit Abstand die älteste Entlehnung (aus der Zeit um 1000); von diesem einen Fall abgesehen setzen die Wortübernahmen jedoch wie im Deutschen erst im 16. Jahrhundert ein.
Der Prozess der Entlehnungen ins Englische entspricht dem Piotrowski-Gesetz, wie in Best (2008) gezeigt wird.